# ジャベール・マギー
ジャベール・リンディ・マギー（JaVale Lindy McGee, 1988年1月19日 - ）は、アメリカ合衆国ミシガン州フリント出身のプロバスケットボール選手。NBLのイラワラ・ホークスに所属している。ポジションはセンター。

## 経歴
1985年のNBAドラフト2巡目でポートランド・トレイルブレイザーズから指名されたジョージ・モンゴメリー、1984年のロサンゼルスオリンピック金メダリスト、WNBAのスターでロサンゼルス・スパークス、サクラメント・モナークスでプレーしたパメラ・マギーの息子として、1988年にミシガン州フリントで生まれた。ミシガン州の高校2校に通った後、イリノイ州シカゴの高校に転校した。NBAのゴールデンステート・ウォリアーズでプレーしたことのあるソニー・パーカー (ジャバリ・パーカーの父) の元でトレーニングを積み、2005年11月、翌年ネバダ大学リノ校に進学にすることが決まった。ネバダ大学で2シーズンプレーした後、2008年のNBAドラフトへのアーリーエントリーを決断した。2年次には平均14.3得点、7.3リバウンド、シュート成功率53%、3Pシュート成功率33%で、ウェスタン・アスレティック・カンファレンストップの2.8ブロックショットや豪快なダンクショットで知られた。

### ワシントン・ウィザーズ
2008年にワシントン・ウィザーズから1巡目18位で指名され、同年7月9日、ウィザーズと2年総額240万ドルの契約を結んだ。2010年1月9日、ギルバート・アリーナスの卑劣な行為に同調する行為を行ったとして、チームメートのアンドレイ・ブラッチェ、ランディ・フォイ、ニック・ヤングとともに1万ドルの罰金を科された。

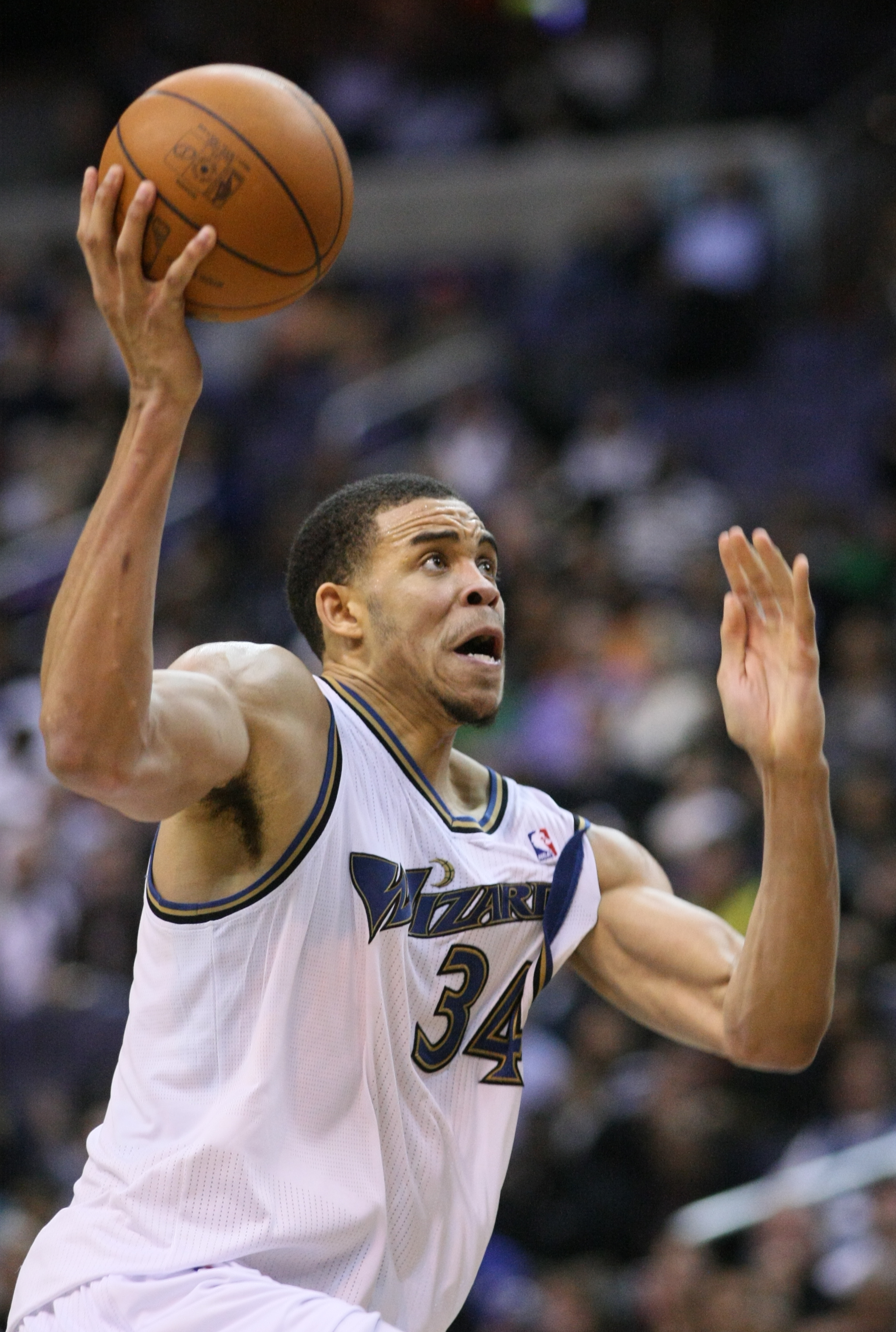
2010年のマギー

2011年1月6日、その年のNBAオールスター・スラムダンクコンテストへの出場が決まった。ウィザーズからの出場はマギーが初めてであった。コンテストで彼は、1度のジャンプで3つのボールをダンクするという離れ業を演じて（3つ目のボールは、チームメートのジョン・ウォールからパスされた。）、ブレイク・グリフィンに次いで2位となった。3月15日のシカゴ・ブルズ戦では11得点、12リバウンド、12ブロックを記録して、初のトリプル・ダブルを達成した。1試合で12ブロックショットをNBA選手が記録したのは、2001年3月23日にトロント・ラプターズのキオン・クラークが記録して以来の快挙であった。しかし19点差で敗れたこの試合の残り18秒7に2桁得点を達成、リムにぶらさがり、テクニカルファウルを受けたマギーについて、解説のケビン・マクヘイルは、ひどいトリプルダブルだとコメントした。
2011年3月に起きた東日本大震災に対して、ラマーカス・オルドリッジ、マーク・ガソル、パウ・ガソル、アル・ホーフォード、デリック・ローズ、ラッセル・ウェストブルックとともに3月25日から27日に記録した1得点につき1000ドルを義捐金として寄付した。
NBAのロックアウト中、フィリピンを訪れ、エキシビションゲームに出場したり、バスケットボールクリニックを行った。

### デンバー・ナゲッツ
2012年3月15日にロニー・トゥリアフとともにネネイとの交換でデンバー・ナゲッツに移籍した。ウィザーズではこの年41試合中40試合に先発出場し、平均27.6分出場していたマギーは、20試合中5試合の先発出場に留まり、平均20.6分の出場と出場時間を減らした。3月21日のナゲッツでのデビュー戦では、残り5秒にアーロン・アフラロが失敗したフリースローをダンクで押し込み、決勝点を挙げた。この年ナゲッツは、ウェスタン・カンファレンス6位でシーズンを終え、マギーは初めてプレーオフに出場した。1回戦のロサンゼルス・レイカーズとの第5戦では、21得点を記録して3点差の勝利に貢献したが、第7戦では7本中1本のシュートしか決められず、2得点に終わった。シーズン終了後、制限付きフリーエージェントとなったマギーは、7月12日に4年総額4400万ドルでナゲッツと契約を結んだ。
2015年2月19日、複数のチームが絡んだ大型トレードでフィラデルフィア・76ersに移籍したが、3月1日にバイアウトで合意し、フリーエージェントとなった。

### ダラス・マーベリックス
2015年8月13日にダラス・マーベリックスと契約。シーズン終了後の2016年7月8日に解雇された。

### ゴールデンステート・ウォリアーズ
7月29日、ゴールデンステート・ウォリアーズとトレーニングキャンプ契約を交わし、10月19日に正式に契約した。
2016-17シーズンは主に控えセンターとして77試合に出場。フィールドゴール成功率においてチームトップかつ自身のキャリアハイとなる65.2%を記録した。出場時間はキャリアワーストの平均9.6分に留まったものの、平均6.1得点、3.2リバウンドの成績を残し、短時間で得点やブロックを量産しゲームの流れを幾度となく変え勝利に貢献。そして同シーズンに念願のNBAチャンピオンを経験した。
2017年7月27日、ウォリアーズと再契約で合意した。
2017-18シーズンは65試合に出場。平均4.8得点、2.6リバウンドと成績を落としたものの、2年連続のNBAチャンピオンとなった。

### ロサンゼルス・レイカーズ
2018年7月10日にロサンゼルス・レイカーズと契約した。
2018-19シーズンはウォリアーズ時代より出場機会が大きく増え、75試合（先発62試合）に出場し、平均22.3分出場した。レブロン・ジェームズらのアシストを受けてダンクを量産し、キャリアハイのシーズン平均12.0得点を記録した。

### クリーブランド・キャバリアーズ
2020年11月23日にアルフォンゾ・マッキニー、ジョーダン・ベルとのトレードで、クリーブランド・キャバリアーズへ移籍した。

### ナゲッツ復帰
2021年3月25日にアイザイア・ハーテンシュタインと将来のドラフト2巡目指名権2つとのトレードで、古巣のナゲッツへ移籍した。

### フェニックス・サンズ
2021年8月6日にフェニックス・サンズと契約した。

### マーベリックス復帰
2022年7月10日に古巣のマーベリックスと3年契約を結んだ。
契約1年目の2022-23シーズン終了後に解雇された。

### サクラメント・キングス
2023年9月2日にサクラメント・キングスと契約した。

## 個人成績

### NBA

#### レギュラーシーズン
| シーズン | チーム | GP  | GS  | MPG  | FG%  | 3P%   | FT%   | RPG | APG | SPG | BPG | PPG  |
| -------- | ------ | --- | --- | ---- | ---- | ----- | ----- | --- | --- | --- | --- | ---- |
| 2008–09  | WAS    | 75  | 14  | 15.2 | .494 | ---   | .660  | 3.9 | .3  | .4  | 1.0 | 6.5  |
| 2009–10  | WAS    | 60  | 19  | 16.1 | .508 | .000  | .638  | 4.0 | .2  | .3  | 1.7 | 6.4  |
| 2010–11  | WAS    | 79  | 75  | 27.8 | .550 | .000  | .583  | 8.0 | .5  | .5  | 2.4 | 10.1 |
| 2011–12  | WAS    | 41  | 40  | 27.4 | .535 | ---   | .500  | 8.8 | .6  | .6  | 2.5 | 11.9 |
| 2011–12  | DEN    | 20  | 5   | 20.6 | .612 | ---   | .373  | 5.8 | .3  | .5  | 1.6 | 10.3 |
| 2012–13  | DEN    | 79  | 0   | 18.1 | .575 | 1.000 | .591  | 4.8 | .3  | .4  | 2.0 | 9.1  |
| 2013–14  | DEN    | 5   | 5   | 15.8 | .447 | ---   | 1.000 | 3.4 | .4  | .2  | 1.4 | 7.0  |
| 2014–15  | DEN    | 17  | 0   | 11.5 | .557 | ---   | .690  | 2.8 | .1  | .1  | 1.1 | 5.2  |
| 2014–15  | PHI    | 6   | 0   | 10.2 | .444 | ---   | .500  | 2.2 | .3  | .0  | .2  | 3.0  |
| 2015–16  | DAL    | 34  | 2   | 10.9 | .575 | .000  | .500  | 2.2 | .3  | .0  | .2  | 3.0  |
| 2016–17  | GSW    | 77  | 10  | 9.6  | .652 | .000  | .505  | 3.2 | .2  | .2  | .9  | 6.1  |
| 2017–18  | GSW    | 65  | 17  | 9.5  | .621 | .000  | .731  | 2.6 | .5  | .3  | .9  | 4.8  |
| 2018–19  | LAL    | 75  | 62  | 22.3 | .624 | .083  | .634  | 7.5 | .7  | .6  | 2.0 | 12.0 |
| 2019–20  | LAL    | 68  | 68  | 16.6 | .637 | .500  | .646  | 5.7 | .5  | .5  | 1.4 | 6.6  |
| 2020–21  | CLE    | 33  | 1   | 15.2 | .521 | .250  | .655  | 5.2 | 1.0 | .5  | 1.2 | 8.0  |
| 2020–21  | DEN    | 13  | 1   | 13.5 | .478 | .000  | .667  | 5.3 | .5  | .2  | 1.1 | 5.5  |
| 2021–22  | PHX    | 74  | 17  | 15.8 | .629 | .222  | .699  | 6.7 | .6  | .3  | 1.1 | 9.2  |
| 2022–23  | DAL    | 42  | 7   | 8.5  | .640 | .400  | .585  | 2.5 | .3  | .1  | .6  | 4.4  |
| 2023–24  | SAC    | 46  | 0   | 7.4  | .598 | .143  | .578  | 2.7 | .4  | .3  | .4  | 4.0  |
| 通算     | 通算   | 909 | 343 | 16.1 | .578 | .192  | .604  | 5.0 | .4  | .4  | 1.4 | 7.6  |

#### プレーオフ
| シーズン | チーム | GP | GS | MPG  | FG%  | 3P%  | FT%  | RPG | APG | SPG | BPG | PPG |
| -------- | ------ | -- | -- | ---- | ---- | ---- | ---- | --- | --- | --- | --- | --- |
| 2013     | DEN    | 7  | 0  | 25.9 | .434 | ---  | .538 | 9.6 | .7  | .7  | 3.1 | 8.6 |
| 2014     | DEN    | 6  | 2  | 18.7 | .581 | ---  | .389 | 5.2 | .0  | .7  | 1.0 | 7.2 |
| 2016     | DAL    | 2  | 0  | 7.0  | .500 | ---  | .333 | 1.5 | .0  | .5  | .0  | 2.0 |
| 2017     | GSW    | 16 | 1  | 9.3  | .732 | ---  | .722 | 3.0 | .3  | .1  | .9  | 5.9 |
| 2018     | GSW    | 13 | 9  | 12.2 | .672 | .000 | .684 | 3.2 | .3  | .2  | 1.3 | 6.5 |
| 2020     | LAL    | 14 | 11 | 9.6  | .625 | .000 | .500 | 3.1 | .5  | .1  | .7  | 2.9 |
| 2021     | DEN    | 4  | 0  | 8.5  | .300 | .000 | .333 | 3.0 | .8  | .3  | 1.3 | 2.0 |
| 2022     | PHX    | 12 | 0  | 11.1 | .700 | .000 | .846 | 4.0 | .6  | .6  | .4  | 6.8 |
| 通算     | 通算   | 74 | 23 | 12.4 | .616 | .000 | .571 | 4.0 | .4  | .3  | 1.0 | 5.6 |

### カレッジ
| シーズン | チーム | GP | GS | MPG  | FG%  | 3P%  | FT%  | RPG | APG | SPG | BPG | PPG  |
| -------- | ------ | -- | -- | ---- | ---- | ---- | ---- | --- | --- | --- | --- | ---- |
| 2006-07  | ネバダ | 33 | 0  | 10.0 | .600 | .667 | .471 | 2.2 | .1  | .2  | .9  | 3.3  |
| 2007-08  | ネバダ | 33 | 31 | 27.3 | .529 | .333 | .525 | 7.3 | .6  | .8  | 2.8 | 14.1 |
| 通算     | 通算   | 66 | 31 | 18.7 | .542 | .356 | .514 | 4.8 | .3  | .5  | 1.8 | 8.7  |

## その他
- 両腕を広げた際の長さは2m30cmであり、現役のNBA選手の中でも屈指の長さとなっている[26]。
- NBA公式のShaqtin' A Fool（元NBAのスター選手であるシャキール・オニールが、その週の珍プレイを紹介するコーナー）[27]の常連であり、オニールのお気に入りでもある。2度MVP（所謂珍プレイ大賞）に選ばれている。あまりにもマギーを小馬鹿にするような演出を巡りオニールとSNS上で激しい舌戦を繰り広げ、果てはチームや番組を巻き込む騒動まで発展した。最終的にオニールの母親が息子をたしなめたことで事態は沈静化した。
- 珍プレイの印象が強くバスケットボールIQが低いという評価が多いが、ナゲッツ時代の同僚のアンドレ・イグダーラはマギーを高く評価しており、ゴールデンステート・ウォリアーズの首脳陣にマギーをプッシュしキャンプに参加させるまでに至り、最終的に契約を勝ち取った。